# 巴古斯村戰役
巴古斯村戰役發生於2019年3月，地點位於敘利亞東部代爾祖爾省幼發拉底河岸的巴古斯村，是對伊斯蘭國的軍事打擊、敘利亞內戰的關鍵戰役。同年3月23日，敘利亞民主力量宣布擊潰伊斯蘭國，佔領伊斯蘭國最後據點巴古斯村。

## 戰役經過

敘利亞民主力量進擊巴古斯村路線圖

叙利亚民主力量于2019年2月9日晚上宣布了对伊斯兰国发动进攻，以清除武装分子在叙利亚东部控制的最后据点。
3月18日至19日，叙利亚民主力量占领了伊斯兰国的营地，数百名武装分子投降。该营地是伊斯兰国在巴古斯村占领的最后一个居民区，同时也是伊斯兰国控制面积最大的地区。 投降的武装分子中有1月曼比季炸弹袭击的嫌疑犯，该袭击导致包括4位美国人在内的19人丧生。

## 另見
- 2019年美國空襲敘利亞巴古茲